# Biougra

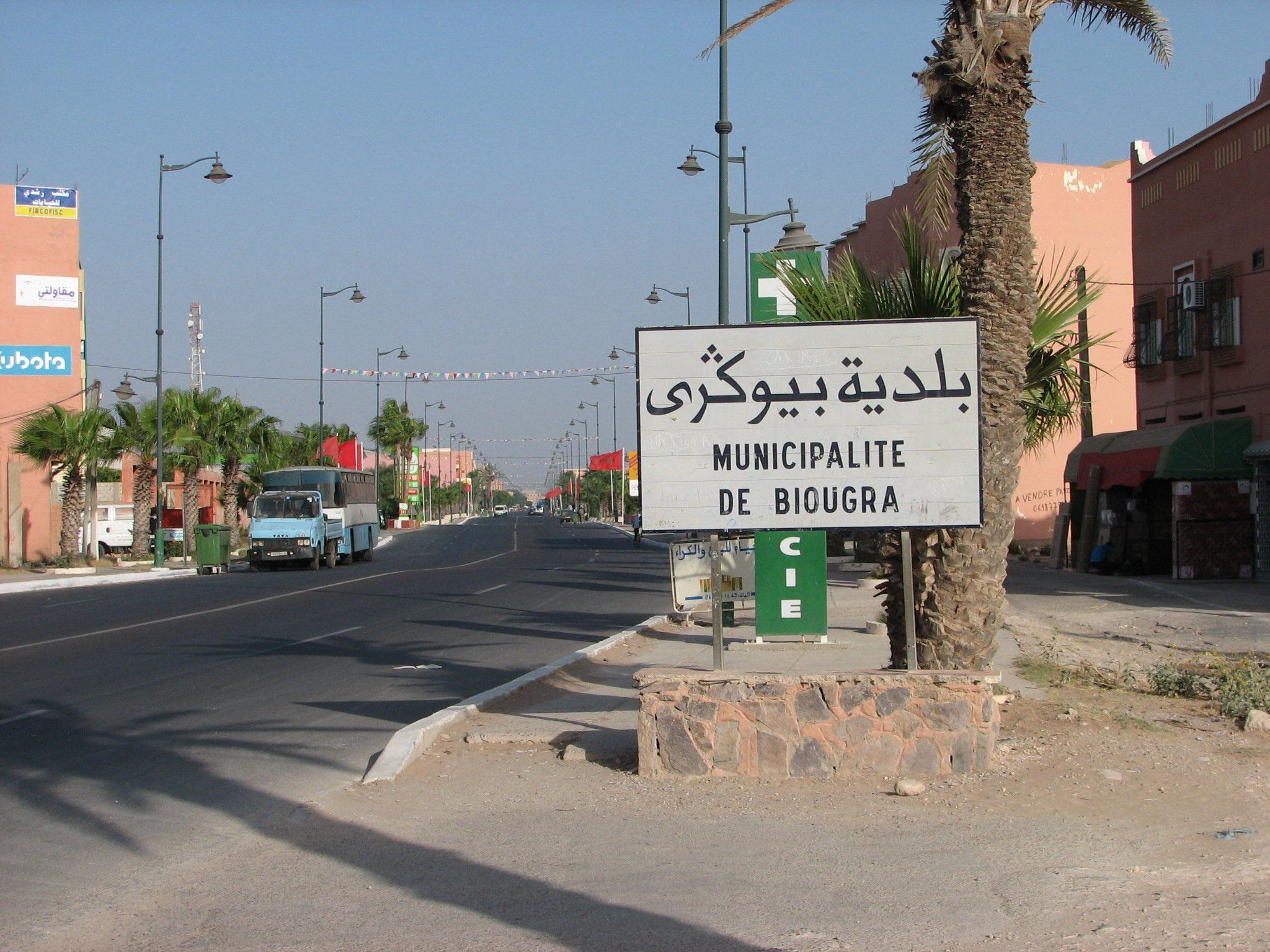
Biougra.

Biougra är en stad i Marocko och är administrativ huvudort för provinsen Chtouka-Aït Baha som är en del av regionen Souss-Massa. Folkmängden uppgick till 37 933 invånare vid folkräkningen 2014.